# Кшикоси (Сьредський повіт)
Кшикоси (пол. Krzykosy) — село в Польщі, у гміні Кшикоси Сьредського повіту Великопольського воєводства.
Населення — 864 особи (2011).

## Демографія
Демографічна структура станом на 31 березня 2011 року:
|          | Загалом | Допрацездатний вік | Працездатний вік | Постпрацездатний вік |
| -------- | ------- | ------------------ | ---------------- | -------------------- |
| Чоловіки | 415     | 107                | 276              | 32                   |
| Жінки    | 449     | 98                 | 281              | 70                   |
| Разом    | 864     | 205                | 557              | 102                  |